# Viola da braccio
Viola da braccio – dawny instrument muzyczny z grupy chordofonów smyczkowych, poprzednik współczesnych instrumentow smyczkowych: skrzypiec, altówki i wiolonczeli.

## Etymologia
Początkowo określenie da braccio (wł. braccio „ramię”) wskazywało na sposób trzymania instrumentu podczas gry; w odróżnieniu od violi da gamba trzymanej między kolanami. Z czasem jednak przyjęło się dla wszystkich odmian violi da braccio, bez względu na jej wielkość i sposób trzymania.

## Budowa
Viola da braccio była blisko spokrewniona z lirą da braccio, od której przejęła pudło rezonansowe, przypominające kształtem skrzypce. Typowe dla jej budowy były: wypukła płyta spodnia bez nachylenia, niskie boczki, górne boczki ustawione prostopadle do wąskiej szyjki, krawędzie płyt wystające poza boczki (co dawało zwiększoną stabilność), wewnętrzna podłużna belka basowa, otwory rezonansowe w kształcie stylizowanej litery „f” (tzw. efy). Miała 4 struny strojone w kwintach, przebiegające nad podstrunnicą bez progów i nawinięte na kołki w komorze kołkowej zakończonej ślimakiem. Jej brzmienie było jasne, pełne i soczyste. Podczas gry violę da braccio opierano na ramieniu, nie przytrzymując jej brodą. 
Viola da braccio o brzmieniu kontraltowym/tenorowym, w stroju c g d¹ a¹ była prototypem współczesnej altówki.

## Odmiany violi da braccio

### Odmiana sopranowa
Soprano di viola da braccio, prototyp skrzypiec. Była strojonym kwintowo (g d¹ a¹ e²), czterostrunowym instrumentem solowym i zespołowym, określanym w partyturach jako violino np. u Claudia Monteverdiego (Beatus vir w Selva morale e spirituale, 1640) czy Clemensa Thieme’a (Sonata, 1660).

### Odmiana dyszkantowa
Violino piccolo. Mała czterostrunowa wiola o kwintowym stroju (c¹ g¹ d² a²) i ostrym brzmieniu. Istniała od końca XVI w., szerzej wykorzystywana głównie w baroku. Obecna w partyturach m.in. Michaela Praetoriusa, Philippa Heinricha Erlebacha i Johanna Sebastiana Bacha.

### Odmiana basowa
Basso di viola da braccio, prototyp wiolonczeli. Czterostrunowa, strojona kwintowo (C G d a) lub o sekundę wielką niżej (B1 F c g). Nie była instrumentem solowym, realizowała jedynie basso continuo. Początkowe egzemplarze, powstałe do połowy XVII wieku, miały większe i szersze pudła rezonansowe oraz grubsze struny. Instrument stawiano między kolanami i grano na nim smyczkiem trzymanym dłonią odwróconą wierzchem do dołu, podobnie jak robili to gambiści.